# Walter Del Medico
Walter Del Medico (Feletto Umberto, 29 gennaio 1920 – Firenze, 5 ottobre 1987) è stato un calciatore italiano.

## Carriera

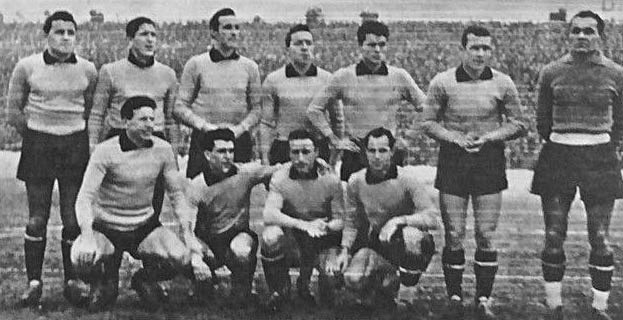
Del Medico (in piedi, secondo da destra) nel Modena del 1946-1947

Attaccante utilizzato come ala, cresce tra le file del Pordenone, con cui esordisce in Serie C, facendosi notare dall'Udinese che lo acquista, facendolo giocare per due stagioni in Serie B. Con i friulani si mette in vista tanto da passare al Milan, con cui esordisce in Serie A e disputa il torneo di guerra.
Al termine della seconda guerra mondiale si trasferisce all'Atalanta e poi al Modena, entrambe nel massimo campionato. Con gli emiliani disputa due stagioni con un terzo e un quinto posto, retrocedendo nella terza. Dopo una stagione in Serie B al Brescia, conclude la carriera tra Cosenza (Serie C) e Volterrana (Promozione Interregionale).